# فريدريك شلايرماخر
فريدريك دانيال إرنست شلايرماخر (بالألمانية: Friedrich Schleiermacher)‏، (تُلفظ بالألمانية: [ˈʃlaɪɐˌmaχɐ])، (21 نوفمبر 1768 - 12 فبراير 1834) كان لاهوتي وفيلسوف وعالم الكتاب المقدس، عرف عنه محاولته التوفيق بين الانتقادات الموجهة إلى التنوير مع المسيحية البروتستانتية التقليدية. كما أصبح مؤثرا في تطور النقد العالي، ويشكل عمله جزءا أساسي في مجال علم التأويل الحديث. وكان له أثر عميق على الفكر المسيحي في وقت لاحق، وقال انه وغالبا ما يسمى "أب علم اللاهوت الحديث"، ويعتبر زعيم مبكر المسيحية الليبرالية. وحركة الأرثوذكسية الجديدة في القرن العشرين، والتي في العادة ينظر إليها على أنها بقيادة كارل بارث.

## السيرة الذاتية
فريدريش دانييل شلايرماخر فيلسوف واللاهوتي ألماني 1768- 1834 م من عائلة بروتستانتية. تعلم بالمدرسة الإكليريكية للإخوة المورافيين في باربي وكان شديد الانزعاج من انضباط هذه المدرسة. ودرس في جامعة هال من سنة 1787 م إلى سنة 1789 م ولم يخف تبرمه وضيقه من عقلانيتها، وهو ما أدخله في متاهة وحيرة انتهتا به إلى انتباذ العقائد الدينية كافة واعتبار كل تدخل للعقل في مجال الإيمان نوعا من الانحراف. ومع ذلك، اجتاز في سنة 1790 م ببرلين الامتحان اللاهوتي لختام الدراسة ورسم قسا، ثم عين واعظا مساعدا 1794 م فمرشدا روحيا 1796 م في مستشفى المحبة ببرلين . وذاع صيته نتيجة مؤلفه خطب في الدين 1799م الذي أثار سجالا واسعا ومؤاخذات جمة تولى شلايرماخر الإجابة عليها في كتابه (مناجاة النفس) 1800م قام، بالتعاون مع شليغل، بترجمة آثار أفلاطون، ثم استكملها بمفرده بين سنتي 1804و 1810 في خمسة مجلدات. وكان لتقديمه لها أثر فلسفي كبير. وكتب في هذه الفترة كتابه نقد الأخلاق السابقة 1803وسمي أستاًذا فوق العادة للاهوت بجامعة هال وأقبل على دروسه جمع غفير، إلا أن الجامعة اضطرت إلى تعليق دروسه بعد هزيمة إيينا، فعاد إلى برلين، حيث ساهم في تأسيس الجامعة الجديدة وعمل أول مدرس للاهوت بها سنة 1810 م انتخب شلايرماخر سنة 1811 م عضوًا بأكاديمية العلوم البروسية. ترك عدة مؤّلفات منها: الإيمان المسيحي طبقا لمبادئ الكنيسة الإنجيلية، الأخلاق الفلسفية، دروس في علم الجمال.

## وصلات خارجية
- فريدريك شليرماخر على موقع الموسوعة البريطانية (الإنجليزية)
- فريدريك شليرماخر على موقع إن إن دي بي (الإنجليزية)
- أعمال أو نبذة عن فريدريك شلايرماخر على أرشيف الإنترنت
- أعمال فريدريك شلايرماخر في ليبري فوكس
- فريدريك شلايرماخر  على موسوعة ستانفورد للفلسفة
- نصوص عن فريدريك شلايرماخر في فهرس مكتبة ألمانيا الوطنية